# Юрченко Олександр Трохимович
Олександр Трохимович Юрченко (27 лютого 1905, місто Харків — 1 жовтня 1986, місто Київ) — український радянський історик, директор Центрального державного архіву Жовтневої революції УРСР, кандидат історичних наук (1945), професор (1964).

## Біографія
Народився в родині службовця Управління Південної залізниці. Початкову та середню освіту здобув у Вищому початковому та Харківському залізничному училищах (1914—1920 роки).
З 1921 до 1924 року працював конторником у Харківському дільничному комітеті профспілки залізничників, а з 1924 до 1925 року — конторником-архіваріусом в Управлінні Південної залізниці.
З липня 1925 до 1937 року — вчений архівіст, науковий співробітник, завідувач архівознавчої групи, вчений консультант, старший науковий співробітник Центрального архівного управління УСРР у Харкові та Києві.
У 1931—1932 роках — завідувач архівознавчого відділу Всеукраїнського інституту підвищення кваліфікації викладачів.
У 1934 році закінчив історико-архівознавчу аспірантуру при Центральному архівному управлінні Української СРР.
У 1935—1936 роках — завідувач навчальної частини аспірантури при Центральному архівному управлінні УСРР. Одночасно в 1935—1937 роках — викладач на Всеукраїнських курсах наукових співробітників історичних архівів.
У 1938—1943 роках — начальник науково-методичного відділу, потім — завідувач науково-видавничого відділу та заступник начальника Архівного управління НКВС УРСР. Під час німецько-радянської війни перебував в евакуації в місті Златоусті Челябінської області.
Член ВКП(б) з 1940 року.
У 1943—1945 роках — директор Центрального державного архіву Жовтневої революції УРСР у Харкові.
У 1945—1947 роках — заступник директора по партійному архіву, в 1948—1954 роках — заступник директора з наукової роботи та завідувач партійного архіву Інституту історії партії при ЦК Комуністичної партії України — філіалу Інституту марксизму-ленінізму при ЦК КПРС.
Одночасно в 1946—1950 роках — член редакційної колегії журналу «Большевик Украины». У 1950—1953 роках працював за сумісництвом в Інституті підвищення кваліфікації викладачів суспільних наук при Київському державному університеті імені Шевченка.
У 1954—1979 роках — старший науковий співробітник сектору історії партії Інституту історії партії при ЦК Комуністичної партії України — філіалу Інституту марксизму-ленінізму при ЦК КПРС.
З 1975 року — персональний пенсіонер союзного значення в Києві.
Помер 1 жовтня 1986 року після важкої хвороби в мсті Києві.

## Наукова діяльність
У  1920–1930  роках активно  публікував  статті  та  інформаційні матеріали на сторінках архівної періодики, висвітлював  питання  теорії  і  практики  архівної  роботи, історії архівів, установ. У 1938–1940 pоках, готуючи до видання  Каталог  основних  архівних  фондів  державних архівів України, здійснив велику роботу з вивчення історії установ: збір, опрацювання і систематизацію фактичного матеріалу про установи України з початку ХVІІІ ст. Цей матеріал загинув під час німецько-радянської війни, вдалося опублікувати лише статтю з питань вивчення історії установ, а також розробити ряд науково-історичних довідок з історії окремих систем державних та громадських установ в Україні, зокрема, довідки про судові, поліцейські і жандармські установи після реформи 1861 р., про комітети незаможних селян (КНС) (1919—1929). Довідка про основні джерела вивчення історії установ в Україні була укладена як науково-методичний посібник для історичних архівів.
Автор близько 150 наукових праць з історії революційного руху, історії КПРС, у тому числі монографії «В. І. Ленін і більшовицькі організації України». Був одним із авторів «Нарисів історії Комуністичної партії України», редактором і упорядником ряду збірників документів з історії більшовицьких організацій в Україні. Зокрема, за участю Юрченка підготовлені до друку збірники документів: «Перемога Радянської влади на Україні: Жовтень 1917 — січень 1918» (1947), «Т. Г. Шевченко в документах і матеріалах» (1950) та ін. 

## Нагороди
- орден «Знак Пошани»
- медалі
- Почесна грамота Президії Верховної Ради Української РСР (18.03.1965)
- Грамота Президії Верховної Ради УРСР (1985)